# Promenada Czesława Niemena
Promenada Czesława Niemena w Częstochowie – aleja spacerowa położona na zbiegu częstochowskich dzielnic: Tysiąclecie i Północ. Ma długość 1700 m. Prowadzi od ul. Kiedrzyńskiej przez Park Osiedlowy do Lasu Aniołowskiego. Granicę między dzielnicami wytycza ul. M. Wańkowicza/Brzeźnicka. Promenada jest miejscem imprez kulturalnych i rekreacyjnych.
Przy promenadzie mieszczą się miejsca zielone, park osiedlowy, place zabaw, skatepark, amfiteatr, droga dla rowerzystów, boisko do gry w koszykówkę. Nosi ona imię polskiego muzyka Czesława Niemena.

## Galeria

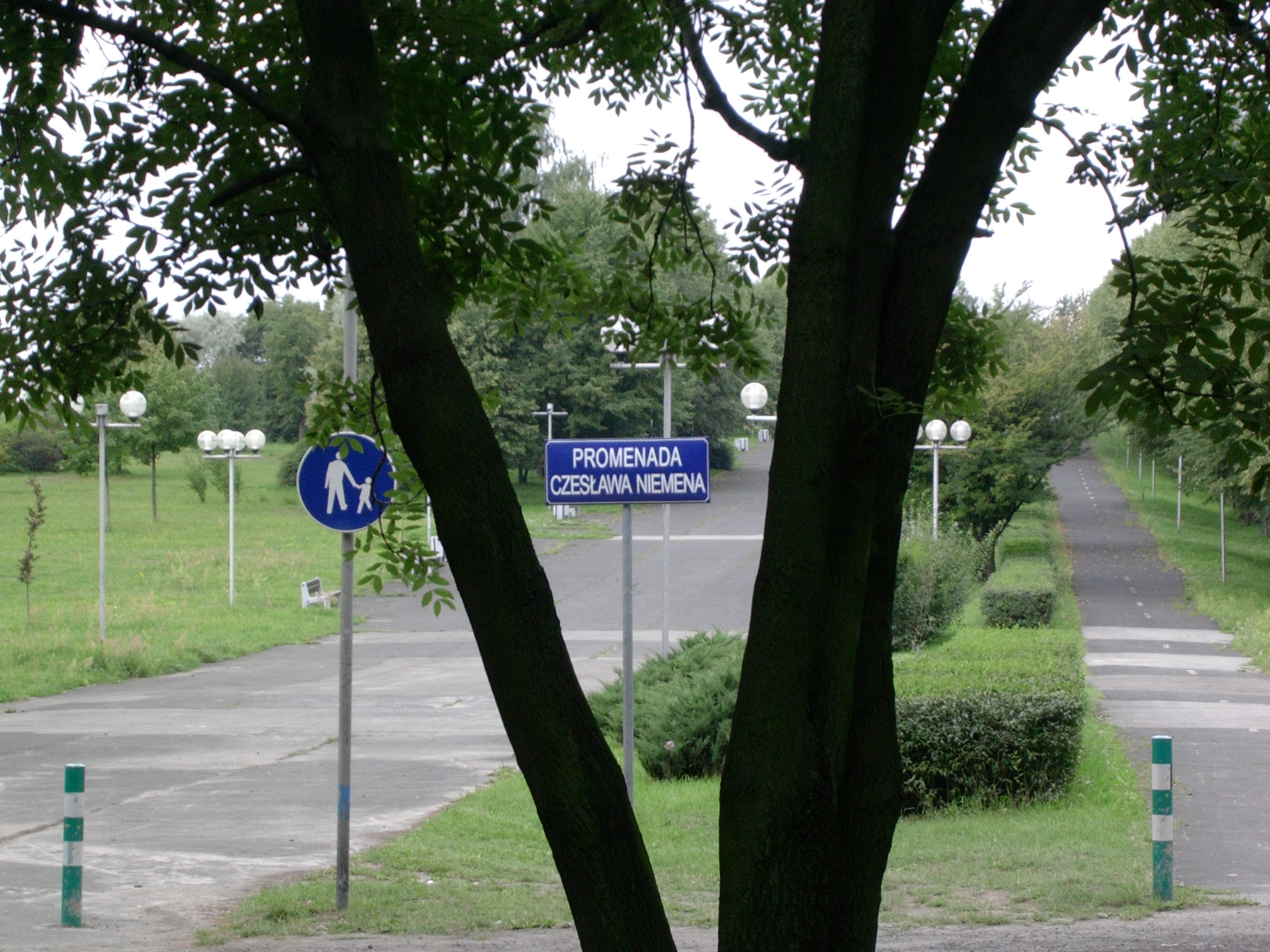
Promenada Czesława Niemena
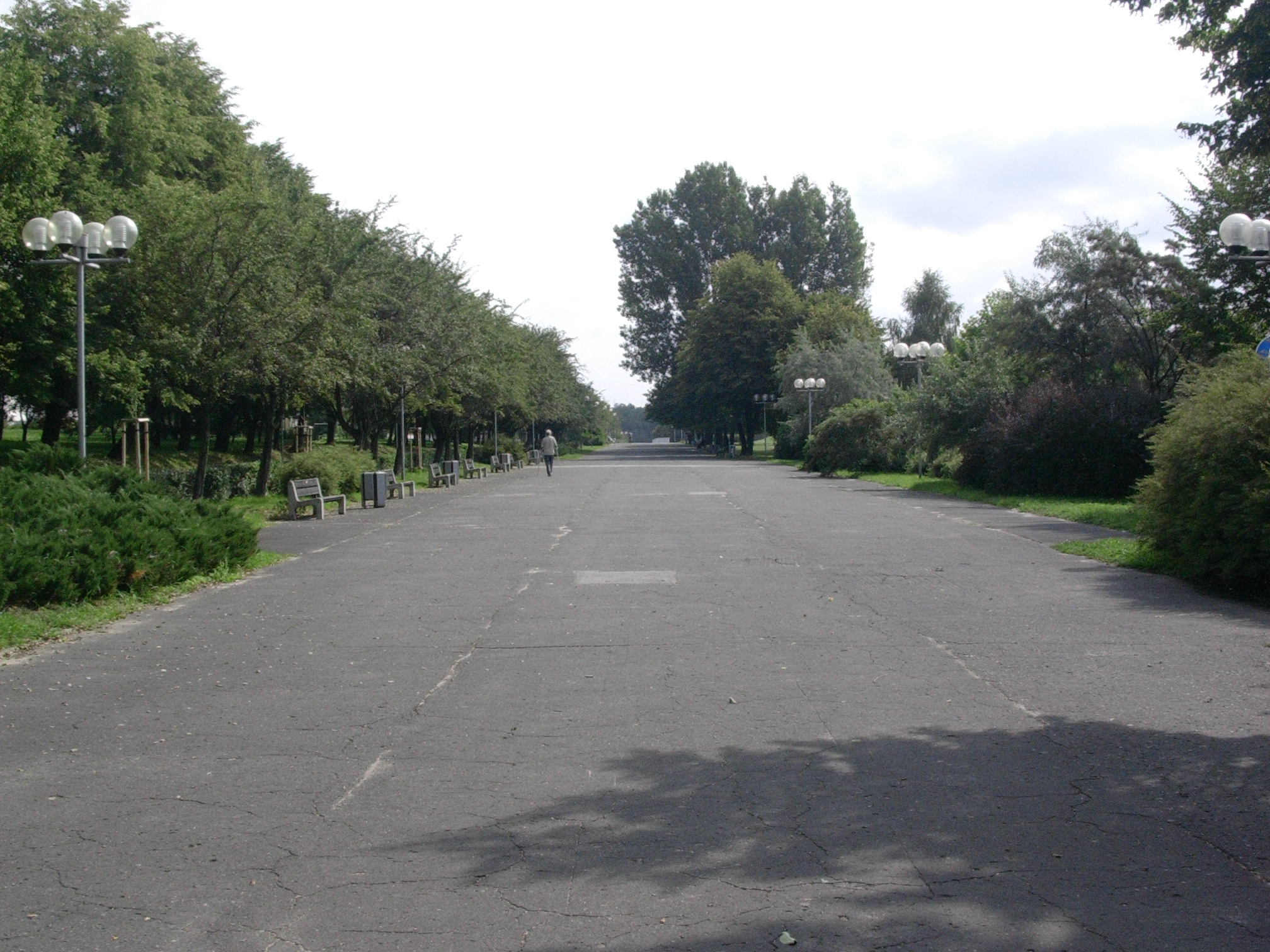
Promenada Czesława Niemena
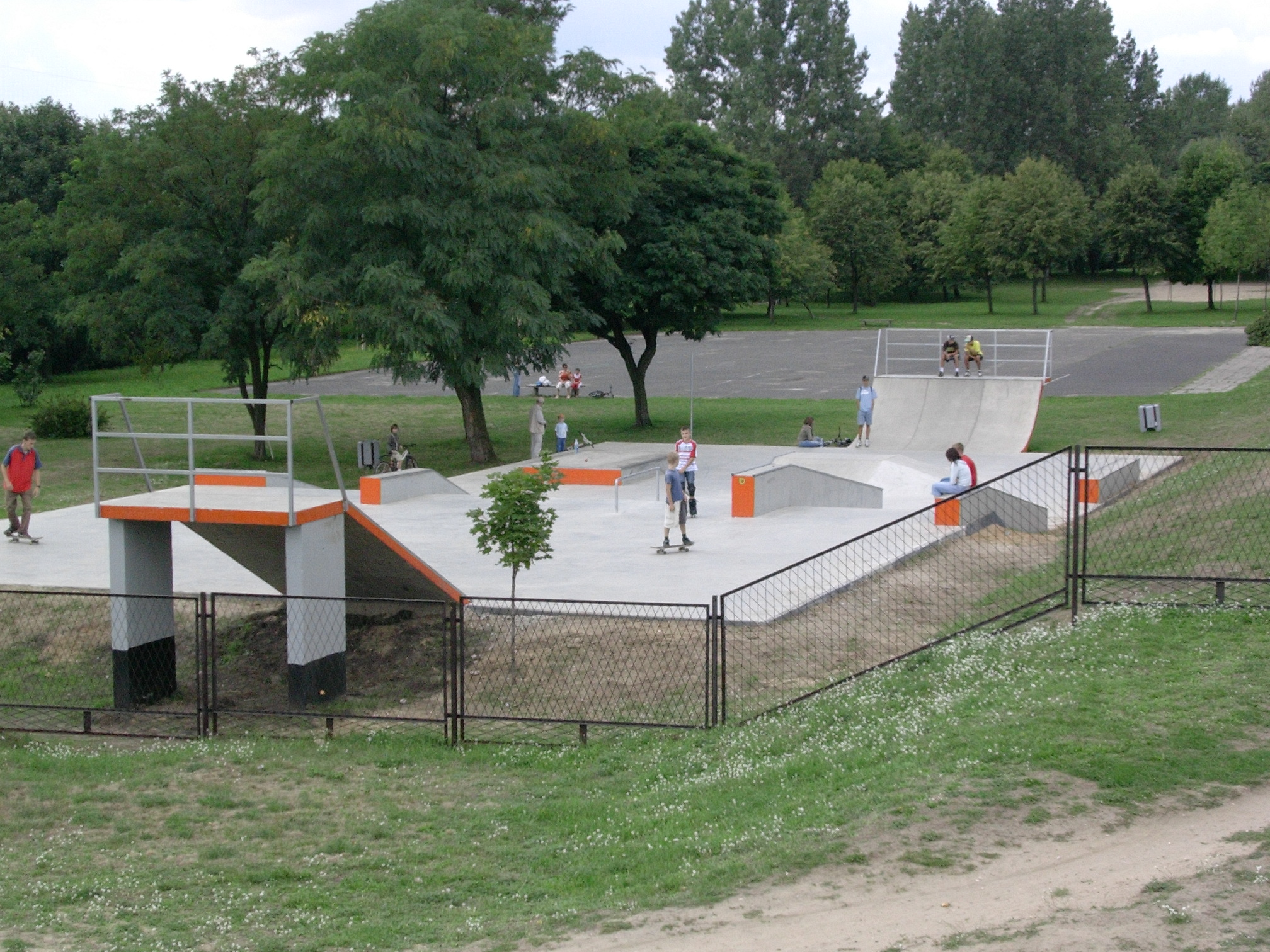
Promenada Czesława Niemena, Skatepark